# Javier Gramajo
Javier Alejandro Gramajo Escobar (Villa Nueva, 24 de mayo de 1986) es un activista, comunicador y político guatemalteco, alcalde de la ciudad de Villa Nueva desde el 15 de enero de 2020 hasta el 15 de enero de 2024.

## Biografía
Gramajo nació el 24 de mayo de 1986, originario de Villa Nueva y se crio en Linda Vista en la zona 4 de dicha ciudad. Su madre es maestra de preprimaria y su padre médico.
En 2011 Gramajo fue candidato a la alcaldía de la ciudad, no obstante obtuvo el sexto lugar de catorce participantes. En 2019 junto con el partido Fuerza logra posicionarse como el favorito para obtener el cargo de alcalde y obtiene el primer lugar en las elecciones municipales, siendo el alcalde más joven que ha tenido Villa Nueva. 

## Alcalde de Villa Nueva
Gramajo fue candidato a la alcaldía en 2011 con la alianza VIVA-Encuentro por Guatemala, obtuvo el sexto lugar con un total de 5,611 votos a favor (5% del total de votos válidos). En 2019 Gramajo participó con el partido político Fuerza y ganó la alcaldía con el 12.42% de los votos, en segundo lugar José Sical con 11.15% y en tercer lugar Elmer Hernández con 10.22%.